# Meotjin haru
Meotjin haru (멋진 하루?, Mŏtjin haruMR), noto anche con il titolo internazionale My Dear Enemy, è un film del 2008 scritto e diretto da Lee Yoon-ki, con protagonisti Jeon Do-yeon e Ha Jung-woo.

## Trama
Hee-su è una donna single e senza lavoro, e con un grande bisogno di contanti; decide così di recuperare i 3 500 000 won che un anno prima aveva prestato a Byung-woon, all'epoca suo fidanzato. Nonostante anche lui sia in bolletta, l'uomo le assicura che entro sera le restituirà tutti i soldi necessari: cominciano così una giornata insieme nella quale lui fa visita al suo intero giro di amicizie, colleghi, parenti e conoscenti (per la maggior parte donne) per chiedere piccoli o grandi prestiti, mentre Hee-su inizia a vederlo in maniera diversa.